# Adelheid von Hanau (Hohenlohe)
Adelheid von Hanau (* zwischen 1311 und 1313; † nach 1378) war eine Tochter Ulrichs II. von Hanau (* ca. 1280/1288; † 1346) und der Agnes von Hohenlohe (* vor 1295; † 29. November 1346), Tochter des Kraft I. von Hohenlohe.
Ihr Geburtsjahr ist nicht genau bekannt. Da die Eltern 1310 heirateten, sie selbst schon vor 1329 heiratete, ergibt sich daraus der Zeitraum, in dem ihr Geburtsjahr liegen muss. Dass sie von ihren drei Schwestern eine der Älteren war, ergibt sich daraus, dass in der Regel die älteren Töchter verheiratet wurden, die Jüngeren aber in ein Kloster eintraten.
Verheiratet war sie in erster Ehe mit Graf Eberhard II. von Katzenelnbogen (* vor 1312; † 1329), der wohl schon kurz nach der Hochzeit starb. Diese Ehe blieb kinderlos.
In zweiter Ehe war sie ab 1332 mit Heinrich II. von Ysenburg (* vor 1315; † 1378/1379) verheiratet. Nur das Datum der Verlobung (29. Juli 1332) ist bekannt. Die Übergabe der Mitgift fand bereits am 29. September 1332 statt. Um dieses Datum herum muss die Heirat stattgefunden haben. Aus dieser Ehe gingen hervor:
1. Johann I. von Isenburg-Büdingen (* 1353; † 1395), verheiratet mit Sophia von Wertheim
2. Heinrich
3. Wilhelm (* 1373; † 1409), Domherr in Speyer
4. Agnes (* 1375; † 1404), verheiratet mit Dietrich I. von Bickenbach
5. Isengard (nachgewiesen 1396/98), Äbtissin des Klosters Marienborn
6. Adelheid († 1441), Äbtissin des Stifts Quedlinburg 1406–1435
7. Meckula († nach 1367), Nonne im Kloster Marienborn

Aus dem Jahr 1343 ist eine Urkunde überliefert, in der Adelheid gewährt wird, zwei Mal im Jahr das Grab des Vaters besuchen zu dürfen, das in der Klausur des Klosters Arnsburg lag, öffentlich also nicht zugänglich war. Dies wird bereits drei Jahre vor dem Tod ihres Vaters bewilligt. Arnsburg war die Familiengrablege des Hauses Hanau bis in das 15. Jahrhundert. Auch sie wurde dort bestattet.

## Vorfahren
| Ahnentafel von Adelheid von Hanau | Ahnentafel von Adelheid von Hanau                                                                     | Ahnentafel von Adelheid von Hanau                                                                     | Ahnentafel von Adelheid von Hanau                                                                                    | Ahnentafel von Adelheid von Hanau                                                                            | Ahnentafel von Adelheid von Hanau | Ahnentafel von Adelheid von Hanau |
| --------------------------------- | --- | --- | --- | --- | --------------------------------- | --------------------------------- |
| Urgroßeltern                      | Reinhard I. von Hanau (* vor 1243; † 1281) ⚭ Adelheid von Hagen-Münzenberg († 1291)                   | Ludwig von Rieneck-Rothenfels († 1289) ⚭ Udehilt von Grumbach und Rotenfels († 1300)                  | Gottfried von Hohenlohe, Graf der Romagna (nachgewiesen: 1219–1266) ⚭ Richza von Krautheim (nachgewiesen: 1224–1263) | Graf Friedrich von Truhendingen-Dillingen († 1274) 2. ⚭ vmtl. Margaretha von Andechs-Meranien († 1271)       |                                   |                                   |
| Großeltern                        | Ulrich I. von Hanau (* 1250/60; † 1305/06) ⚭ Elisabeth von Rieneck-Rotenfels (* ca. 1260; † ca. 1300) | Ulrich I. von Hanau (* 1250/60; † 1305/06) ⚭ Elisabeth von Rieneck-Rotenfels (* ca. 1260; † ca. 1300) | Kraft I. von Hohenlohe-Weikersheim (nachgewiesen 1260–1312) 2. ⚭ vmtl. Margarethe von Truhendingen-Dillingen         | Kraft I. von Hohenlohe-Weikersheim (nachgewiesen 1260–1312) 2. ⚭ vmtl. Margarethe von Truhendingen-Dillingen |                                   |                                   |
| Eltern                            | Ulrich II. von Hanau (* 1280; † 1346) ⚭ Agnes von Hohenlohe-Weikersheim (* vor 1295; † 1342/44)       | Ulrich II. von Hanau (* 1280; † 1346) ⚭ Agnes von Hohenlohe-Weikersheim (* vor 1295; † 1342/44)       | Ulrich II. von Hanau (* 1280; † 1346) ⚭ Agnes von Hohenlohe-Weikersheim (* vor 1295; † 1342/44)                      | Ulrich II. von Hanau (* 1280; † 1346) ⚭ Agnes von Hohenlohe-Weikersheim (* vor 1295; † 1342/44)              |                                   |                                   |
| Adelheid von Hanau                | | | | |                                   |                                   |

## Verweise
1. ↑  Clemm, S. 252
2. ↑  Freytag von Loringhoven Bd. 3, Tafel 81
3. ↑  Schwennicke Bd. 5, Tafel 56b
4. ↑  Spieß, S. 481, Anm. 129

| Personendaten    | Personendaten           |
| ---------------- | ----------------------- |
| NAME             | Hanau, Adelheid von     |
| ALTERNATIVNAMEN  | Adelheid von Königstein |
| KURZBESCHREIBUNG | Adelige                 |
| GEBURTSDATUM     | zwischen 1311 und 1313  |
| STERBEDATUM      | nach 1378               |